# 正午镇
正午镇，是中华人民共和国安徽省阜阳市颍东区下辖的一个乡镇级行政单位。

## 行政区划
正午镇下辖以下地区：
正午社区、田楼社区、吴寨村、横山村、陈庄村、王桥村、程圩村、张庙村和大任村。